# مسار قذيفة
في الفيزياء، تصف الحركة المقذوفية حركة جسم يُقذف في الهواء ويتحرك تحت تأثير الجاذبية فقط، مع إهمال مقاومة الهواء. ووفقًا لهذا النموذج المثالي، يتبع الجسم مسارًا قطعًا مكافئًا تحدده سرعته الابتدائية والتسارع الثابت الناتج عن الجاذبية. ويمكن تحليل الحركة إلى مكوّنين: حركة أفقية بسرعة ثابتة، وحركة رأسية بتسارع منتظم.
هذا الإطار النظري يُعدّ من الأسس الجوهرية في الميكانيكا الكلاسيكية، وله تطبيقات واسعة النطاق تمتد من الهندسة والباليستيات إلى علوم الرياضة والظواهر الطبيعية.
أظهر غاليلو غاليلي أن مسار أي مقذوف يكون على شكل قطع مكافئ، إلا في حالات خاصة مثل قذف الجسم رأسياً إلى الأعلى أو الأسفل، حيث يكون المسار خطيًا. وتُعرف دراسة هذه الحركات باسم الباليستيات، ويُوصف المسار فيها بأنه "باليستي". القوة الوحيدة ذات الأهمية الرياضية المؤثرة على الجسم هي قوة الجاذبية التي تعمل إلى الأسفل، مما يمنح الجسم تسارعًا نحو مركز كتلة الأرض. وبسبب قصور الجسم الذاتي، لا حاجة لقوة خارجية للحفاظ على المكوّن الأفقي لحركته.
عند أخذ قوى أخرى في الاعتبار، مثل مقاومة الهواء أو الدفع الداخلي (كما في حالة الصواريخ)، تتطلب الدراسة تحليلاً إضافيًا. فـالصاروخ الباليستي، مثلًا، هو صاروخ يُوجّه فقط خلال المرحلة القصيرة الأولى من طيرانه (المحرك)، بينما يخضع مساره المتبقي لقوانين الميكانيكا الكلاسيكية.
كلمة Ballistics (الباليستيات) مشتقة من اليونانية القديمة βάλλειν (bállein) وتعني "يرمي". وهي علم ديناميكا يتعامل مع حركة وسلوك وتأثيرات المقذوفات، خاصة الرصاص والقنابل غير الموجّهة والصواريخ وما شابه، كما يشمل فن أو علم تصميم وتسريع المقذوفات لتحقيق أداء محدد.
تهمل المعادلات البسيطة في علم الباليستيات معظم العوامل باستثناء السرعة الابتدائية، وزاوية الإطلاق، وتسارع الجاذبية الثابت المفترض. أما الحلول العملية، فتتطلب مراعاة عوامل مثل مقاومة الهواء، والرياح الجانبية، وحركة الهدف، وتغير الجاذبية مع الارتفاع، وفي مسائل مثل إطلاق صاروخ من نقطة إلى أخرى على سطح الأرض، لا بد من مراعاة انحناء الأرض والمسافة إلى الأفق، بالإضافة إلى سرعة دوران الأرض المحلية

## رموز
- g تسارع الثقالة — يساوي بالتقريب عشرة أمتار في الثانية المربعة (9.81 m/s2) قرب سطح الأرض
- θ زاوية القذف
- v سرعة القذف
- y0 ارتفاع القذيفة البدئي
- d المسافة الأفقية الكلية التي تقطعها القذيفة

## ظروف القذيفة عند بلوغ الهدف

مسار قذيفة يتغير طبقا لزاوية القذف

### المسافة المقطوعة
المسافة الأفقية التي تقطعها القذيفة لتصل إلى نهاية المسار: d = (vcosθ)/g × (vsinθ + √(vsinθ)2 + 2gy0)
المسافة المقطوعة عندما يكون السطح الذي أطلقت منه القذيفة وطارت فوقه سطحا مستويا: d = v2sin(2θ) / g
تكون المسافة في أقصاها عندما تبلغ زاوية القذف خمسا وأربعين درجة (θ = 45°) فتصير المسافة: d = v2 / g

## وصلات خارجية
- تطبيق حركة المقذوفات